# Маргарита (коктейль)

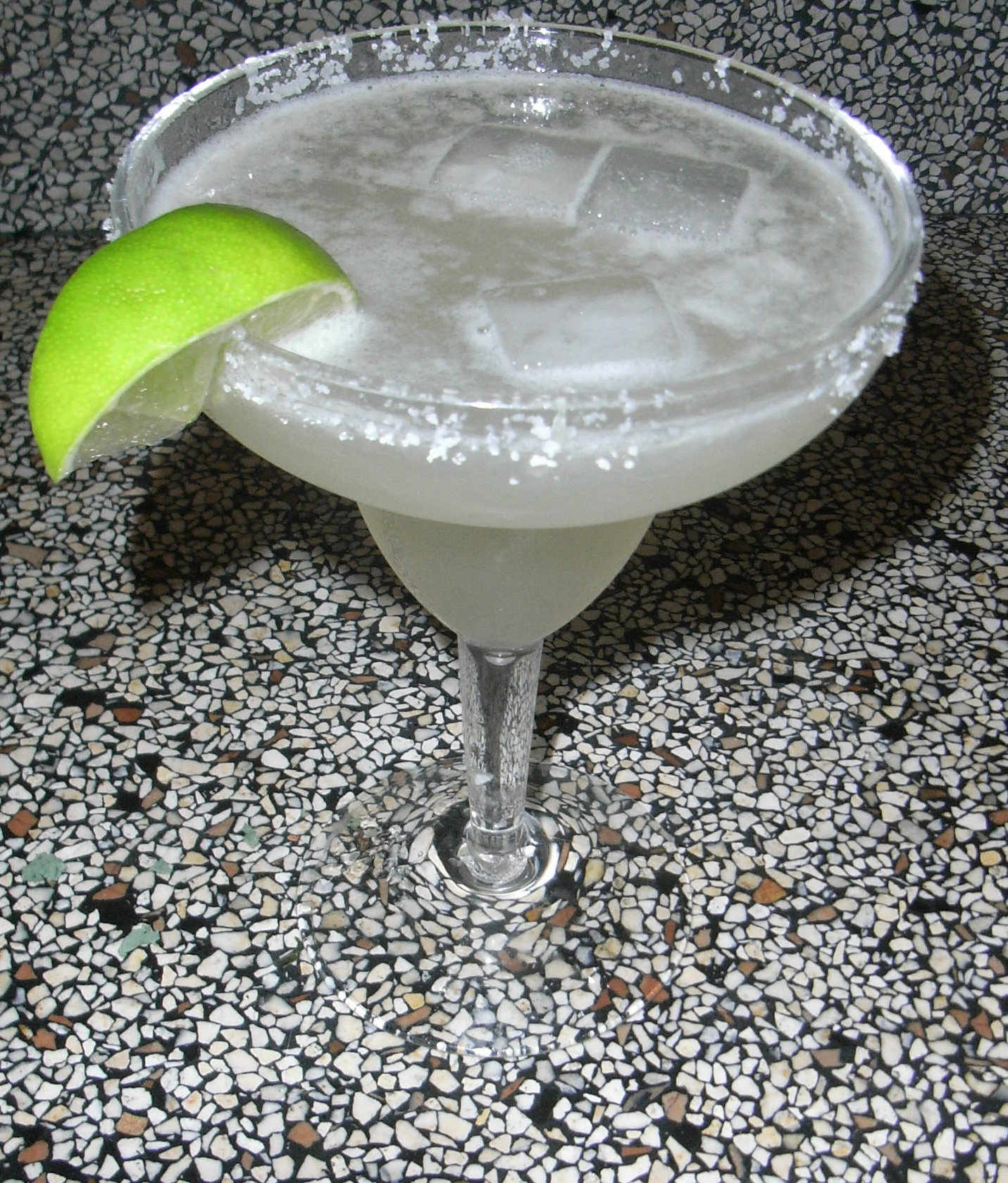
Коктейль «Маргарита»

Маргарита — коктейль, який містить текілу з додаванням соку лайма або лимона, цитрусового лікеру Трипл-сек та льоду. Класифікується як сауер (англ. sour). Належить до офіційних напоїв Міжнародної асоціації барменів, категорія «Сучасна класика» (англ. Contemporary classics).

## Походження
Коктейль латиноамериканського походження, поява датується приблизно проміжком в 1936-1948 роках, існує багато версій про його появу, практично у всіх фігурує жінка з ім'ям Маргарита. У деяких районах Мексики традиційним вважається коктейль, до складу якого входить не французький апельсиновий лікер «Куантро», а трав'яний лікер «Damiana», головним компонентом якого є рослина Даміана (Turnera diffusa) — афродизіак з «віагровим» ефектом, яким нерідко користувались індіанці мая.

## Рецепт
Коктейль складається з текіли, лікеру Куантро (або замінника «трипл-сек») і соку лайма в різних пропорціях, таких як 2:1:2, 2:1:1, 3:2:1, 3:1:1 і« »1:1:1. «Історично вірним» вважається саме 2:1:2.
Стандартом Міжнародної асоціації барменів є пропорції: 7:4:3.
Всі компоненти змішуються в шейкері з льодом, після чого коктейль фільтрується від льоду і подається в келиху «Маргарита», краї якого прикрашені сіллю.

## Келих
Подають коктейль у широких келихах у формі вази.